# میچل‌ها در برابر ماشین‌ها
میچل‌ها در برابر ماشین‌ها (انگلیسی: The Mitchells vs. the Machines) یک فیلم پویانمایی رایانه‌ای آمریکایی در ژانر کمدی علمی تخیلی است که توسط سونی پیکچرز انیمیشن تهیه و توسط نتفلیکس توزیع شده‌است. این فیلم به کارگردانی مایک ریاندا (در اولین کارگردانی بلند خود) و نویسندگی آن توسط ریاندا و جف روو (که او همچنین به عنوان کارگردان مشترک فیلم نیز خدمت می‌کند)، همراه با فیل لرد و کریستوفر میلر، و کرت آلبرشت به عنوان تهیه‌کننده ساخته شده‌است. این فیلم داستان یک خانوداه عجیب را روایت می‌کند که عازم یک سفر جاده‌ای می‌شوند، آن‌ها در راه با ربات‌های خطرناکی روبه‌رو می‌شوند که سعی دارند زمین را از وجود انسان‌ها پاک کنند. آن‌ها به عنوان تنها بازماندگان، سعی می‌کنند با ربات‌ها مبارزه کنند و انسان‌ها را نجات دهند. ابی جکوبسون، دنی مک‌براید، مایا رودولف، اریک آندره، الیویا کلمن، جان لجند، کریسی تیگن، فرد ارمیسن، بک بنت و بلیک گریفین از صداپیشگان این انیمیشن هستند. 
در ابتدا قرار بود میچل‌ها در برابر ماشین‌ها توسط سونی پیکچرز در سینماهای ایالات متحده اکران شود، اما به دلیل دنیاگیری کووید-۱۹، سونی حق پخش آن‌را به نتفلیکس فروخت. در ۲۳ آوریل ۲۰۲۱ در سینماهای منتخب اکران و یک هفته بعد، در تاریخ ۳۰ آوریل، در نتفلیکس منتشر شد. فیلم با تحسین جهانی منتقدان همراه بود و اجرای صداپیشگان، داستان، فضا و طنز ستوده شد.

## خلاصه داستان
کیتی میچل، دختر خلاق و فیلم‌سازی است که در میشیگان زندگی می‌کند. رابطه او با خانواده‌ی عجیب و غریبش زیاد خوب نیست. او در دانشگاه مورد‌علاقه‌اش که در کالیفرنیا است پذیرفته‌می‌شود. او از این‌که خانواده‌اش را ترک می‌کند و قرار است افرادی شبیه به خودش، که عاشق فیلم‌سازی هستند را پیدا کند، بسیار خوشحال و مشتاق است. شب قبل از سفر، او با پدرش، ریک میچل، دعوا می‌کند و پدرش ناخواسته لپ‌تاپ او را می‌شکند. فردای آن‌روز، ریک پرواز کیتی را لغو می‌کند و اصرار دارد که کل خانواده، با سفر جاده‌ای کیتی را به دانشگاهش برسانند. در همین حال، مارک بومن، کارآفرین شرکت پَل، از ربات‌های جدیدش رونمایی می‌کند و آن‌ها را جایگزین پال، دستیار مجازی‌اش می‌کند. پَل برای انتقام، کنترل شرکت و ربات‌ها را به دست می‌گیرد و به ربات‌ها دستور می‌دهد تا تمام انسان‌های کره زمین را جمع کنند و به فضا پرتاب کنند. میچل‌ها، تنها خانواده‌ی بازمانده هستند و تمام انسان‌ها اسیر می‌شوند. میچل‌ها با کمک دو روبات معیوب، اریک و دبورابات ۵۰۰۰،  که تلاش داشتند میچل‌ها را اسیر کنند، تلاش می‌کنند تا دنیا را نجات دهند.

## صداپیشگان
- ابی جکوبسون در نقش کیتی میچل
- دنی مک‌براید در نقش ریک میچل
- مایا رودولف در نقش لیندا میچل
- مایک ریاندا در نقش آرون میچل
- الیویا کلمن در نقش پال
- اریک آندره در نقش مارک بومن
- فرد ارمیسن در نقش دبورابات ۵۰۰
- بک بنت در نقش اریک
- جان لجند در نقش جیم پوزی
- کریسی تیگن در نقش هایلی پوزی
- چارلین وای در نقش ابی پوزی
- بلیک گریفین در نقش یک ربات ارتقا یافته